# Municipio de Muhlenberg (Ohio)
El municipio de Muhlenberg (en inglés: Muhlenberg Township) es un municipio ubicado en el condado de Pickaway en el estado estadounidense de Ohio. En el año 2010 tenía una población de 901 habitantes y una densidad poblacional de 15,37 personas por km².

## Geografía
El municipio de Muhlenberg se encuentra ubicado en las coordenadas 39°41′56″N 83°6′55″O / 39.69889, -83.11528. Según la Oficina del Censo de los Estados Unidos, el municipio tiene una superficie total de 58.61 km², de la cual 58,21 km² corresponden a tierra firme y (0,68 %) 0,4 km² es agua.

## Demografía
Según el censo de 2010, había 901 personas residiendo en el municipio de Muhlenberg. La densidad de población era de 15,37 hab./km². De los 901 habitantes, el municipio de Muhlenberg estaba compuesto por el 98,45 % blancos, el 0,22 % eran afroamericanos, el 0,11 % eran amerindios, el 0,11 % eran asiáticos y el 1,11 % eran de una mezcla de razas. Del total de la población el 0,67 % eran hispanos o latinos de cualquier raza.